# Arab Melayu
Arab Melayu is een bestuurslaag in het regentschap Jambi van de provincie Jambi, Indonesië. Arab Melayu telt 3032 inwoners (volkstelling 2010).